# Vinhais
Vinhais – miasto i gmina dystrykcie Bragança. Obecnym burmistrzem jest Américo Afonso Pereira. Swoją nazwę zawdzięcza prawdopodobnie dawnym winnicom ("Vinha" – "winnica"), w większości już nieistniejącym.

## Demografia
| Liczba ludności gminy Vinhais | Liczba ludności gminy Vinhais | Liczba ludności gminy Vinhais | Liczba ludności gminy Vinhais | Liczba ludności gminy Vinhais | Liczba ludności gminy Vinhais | Liczba ludności gminy Vinhais | Liczba ludności gminy Vinhais | Liczba ludności gminy Vinhais | Liczba ludności gminy Vinhais |
| ----------------------------- | ----------------------------- | ----------------------------- | ----------------------------- | ----------------------------- | ----------------------------- | ----------------------------- | ----------------------------- | ----------------------------- | ----------------------------- |
| 1801                          | 1849                          | 1900                          | 1930                          | 1960                          | 1981                          | 1991                          | 2001                          | 2004                          | 2011                          |
| 6 084                         | 10 697                        | 19 842                        | 19 525                        | 26 577                        | 16 142                        | 12 727                        | 10 646                        | 10 051                        | 9 066                         |

W skład gminy wchodzą sołectwa (ludność wg stanu na 2011 r.):
| Sołectwo              | Ludność (osób) | Powierzchnia (km²) | Zaludnienie (osób/1 km²) |
| --------------------- | -------------- | ------------------ | ------------------------ |
| Agrochão              | 280            | 18,07              | 15,5                     |
| Alvaredos             | 62             | 6,36               | 9,7                      |
| Candedo               | 331            | 22,23              | 14,9                     |
| Celas                 | 269            | 36,75              | 7,3                      |
| Curopos               | 212            | 21,56              | 9,8                      |
| Edral                 | 198            | 26,47              | 7,5                      |
| Edrosa                | 151            | 22,62              | 6,7                      |
| Ervedosa              | 376            | 30,98              | 12,1                     |
| Fresulfe              | 83             | 18,15              | 4,6                      |
| Mofreita              | 54             | 12,50              | 4,3                      |
| Moimenta              | 168            | 17,35              | 9,7                      |
| Montuoto              | 110            | 27,82              | 4,0                      |
| Nunes                 | 134            | 8,53               | 15,7                     |
| Ousilhão              | 123            | 14,86              | 8,3                      |
| Paçó                  | 191            | 16,92              | 11,3                     |
| Penhas Juntas         | 255            | 27,55              | 9,3                      |
| Pinheiro Novo         | 106            | 32,92              | 3,2                      |
| Quirás                | 180            | 27,19              | 6,6                      |
| Rebordelo             | 618            | 22,15              | 27,9                     |
| Santalha              | 254            | 27,67              | 9,2                      |
| São Jomil             | 38             | 7,96               | 4,8                      |
| Sobreiró de Baixo     | 307            | 18,68              | 16,4                     |
| Soeira                | 87             | 13,97              | 6,2                      |
| Travanca e Santa Cruz | 114            | 11,66              | 9,8                      |
| Tuizelo               | 387            | 34,80              | 11,1                     |
| Vale das Fontes       | 347            | 16,65              | 20,8                     |
| Vale de Janeiro       | 101            | 14,98              | 6,7                      |
| Vila Boa de Ousilhão  | 184            | 7,63               | 24,1                     |
| Vila Verde            | 186            | 14,0               | 13,3                     |
| Vilar de Lomba        | 199            | 22,03              | 9,0                      |
| Vilar de Ossos        | 269            | 16,35              | 16,5                     |
| Vilar de Peregrinos   | 155            | 12,54              | 12,4                     |
| Vilar Seco de Lomba   | 235            | 20,24              | 11,6                     |

## Historia
Pierwsza wzmianka o mieście pochodzi z XII wieku. W 1253 Afonso III nadał prawa miejskie, które zostały odnowione przez króla Manuel I w 1512.
W czasach rzymskich na terenach gminy istniała osada, nazywana Veniatia, przez którą wiodła droga łącząca Bragę i Astorgę. Za króla Sancho II w okolicy istniały budowle warowne, a miasto bogaciło się na handlu winem, jedwabiem i bawełną.
Kilka razy miasto było zdobywane przez Kastylijczyków i ponownie stało się portugalskie dopiero w roku 1403. W 1659 okupowało je 1700 hiszpańskich. Warownia stawiała jednak silny opór i wojska nieprzyjaciela musiały się wycofać.

## Przyroda
Gmina po części znajduje się na terenie Parku Przyrody Montesinho. Występują tam między innymi takie gatunki czerwone jak:
- wilk iberyjski
- ryś iberyjski
- lis czerwony
- wydra